# Warhammer 40,000: Rogue Trader
Warhammer 40,000: Rogue Trader ist ein isometrisches Computer-Rollenspiel, das vom Videospielstudio Owlcat Games entwickelt wurde. Es erschien am 7. Dezember 2023 für PC, Xbox One, Xbox Series X/S, PS4 und PS5.

## Handlung
Warhammer 40,000: Rogue Trader spielt im Fantasy- und Science-Fiction-Setting Warhammer 40.000 von Games Workshop. Der Spieler verkörpert einen Freihändler, einen sehr wohlhabenden und angesehenen Adeligen in einem abgeschiedenen Grenzgebiet des Imperiums der Menschen. In dieser Rolle muss er sich verschiedenen Gefahren stellen, etwa Weltraumpiraten, plündernden Aliens und häretischen Verschwörern, und erhält die Möglichkeit, seine Rolle eher warmherzig oder kaltblütig auszufüllen oder selbst dem Imperium der Menschen untreu zu werden.

## Spielprinzip
Das Spiel besteht aus mehreren Bestandteilen. Häufig hält sich der Spieler mit seinen Gefährten auf einer Umgebungskarte in Echtzeit auf, in der er Räume erkunden, mit Personen sprechen, Gegenstände sammeln und in Kämpfe verwickelt werden kann. Die rundenbasierten Kämpfe finden auf in quadratische Felder eingeteilten Karten statt, in denen einer Initiativereihenfolge entsprechend die Charaktere aus der Gruppe des Spielers und die Gegner Züge unternehmen, in denen sie sich etwa bewegen, Waffen abfeuern, Buffs/Debuffs anwenden oder Zauber wirken können. Außerdem führt der Spieler Gespräche mit seinen Gefährten, wobei er auch Liebesbeziehungen mit bestimmten Personen eingehen kann, und anderen Personen der Spielwelt, führt rundenbasierte Kämpfe mit seinem Raumschiff gegen gegnerische Raumschiffe, befiehlt die Ziele seines Raumschiffs und kontrolliert die generelle Entwicklung der Planeten unter seiner Kontrolle. Die Ziele werden dem Spieler grob durch Dialoge etc. vorgegeben, deren unmittelbares Verfolgen jedoch nicht vorgegeben ist.

## DLC
Für Warhammer 40,000: Rogue Trader erschienen bis zum 7. August 2025 zwei DLC, Void Shadows am 24. September 2024 und Lex Imperialis am 24. Juni 2025.

## Rezeption
Warhammer 40,000: Rogue Trader wurde nach Metacritic „allgemein positiv“ bewertet. GameStar kommt zu dem Schluss, dass das Spiel mehr Zeit gebraucht hätte.

„Die gelungene Umsetzung des Rogue Trader-Settings ist prinzipiell ein Must-Have für RPG-Fans, krankt aber noch an zu vielen Bugs.“